# Kol (динозавр)
Kol (лат.) — вымерший род тероподовых динозавров из группы целурозавров, найденный в меловых отложениях Монголии. Типовой и единственный вид — Kol ghuva.

## Описание
Ископаемые останки были обнаружены в позднемеловых отложениях Монголии. Типовой экземпляр Kol ghuva (IGM 100/2011; одна сохранившаяся нога) был найден в местности Ukhaa Tolgod в отложениях формации Djadochta, чей возраст оценивается примерно в 75 млн лет. Предположительно, размер Kol был вдвое крупнее его современника шувуйи. Опорную функцию выполняли только три пальца — первый был очень коротким и состоял всего из двух фаланг, а пятый исчез полностью. Второй палец состоял из трёх фаланг, третий — из четырёх и четвёртый — из пяти. Стопа имеет 225 мм в длину, что делает его самым крупным из известных альвресазаврид, вероятно, весом более 15 кг. Однако, если шувуйя представлена многочисленными экземплярами, то Kol найден лишь в единственном числе и, вероятно, он был гораздо более редким. Некоторые особенности строения доказывают, что новый вид был более продвинутым, чем близкие Alvarezsaurus calvoi и Patagonykus puertai.
Среди авторов описания американские палеонтологи Sterling Nesbitt и Mark A. Norell.

## Этимология
Биноминальное название вида Kol ghuva происходит от монгольских слов köl — «нога» и ghuv-a — «красивый».